# محمدحسین نجفی
محمدحسین نجفی (فروردین ۱۳۱۱ – ۳۰ مرداد ۱۴۰۲) مرجع تقلید شیعه اهل پاکستان و ساکن پنجاب بود.

## زندگی‌نامه
وی در سال ۱۹۵۴ برای آموزش عالی حوزوی به نجف رفت و دارای تألیفات و ترجمه‌هایی در موضوعات مختلف است. او در نهایت در ۳۰ مرداد ۱۴۰۲ درگذشت.

## دیدگاه‌ها
نجفی، ترویج عرفان و تصوف را نشانه زوال جامعه می‌دانست و به نظر وی کسانی که حوصله رویارویی با علم مدرن را ندارند، به عرفان و تصوف پناه می‌برند. او در پاکستان علیه غالیان به خصوص در رد تحریف‌های عاشورا فعالیت می‌کرد و قمه‌زنی را جایز نمی‌دانست. وی علیه سید جواد نقوی و سید شرف‌الدین بلتستانی هم بیانیه‌هایی صادر کرد.

## آثار
- تفسیر فیضان الرحمن (ده جلد)
- مسائل الشریعه (ترجمه وسائل الشیعه در زبان اردو)
- کواکب مضیئه (ترجمه الجواهر السنیه فی احادیث القدسیه در زبان اردو)
- احسن الفوائد فی شرح العقائد (شرح اعتقادات از شیخ صدوق در زبان اردو)
- اصول الشریعه فی عقائد الشیعه
- اعتقادات امامیه (ترجمه و شرح رسالۂ لیلیه از علامۂ مجلسی در زبان اردو)
- قوانین الشریعه فی فقه الجعفریه (۲ جلد) (رسالۂ فقهی مفصل)
- خلاصۃ الاحکام (رسالۂ فقهی مختصر)
- حرمت غنا در اسلام
- حرمت ریش‌تراشی در اسلام
- وجوب نماز جمعه در اسلام
- عقد الجمعان (ترجمه مفاتیح الجنان در اردو)
- زاد العباد لیوم المعاد
- سعادۃ الدارین فی مقتل الحسین علیه السلام
- فیض الرحمن (ترجمه لؤلؤ و المرجان)
- حالات شهداۓ خمسه
- اثبات الامامۃ
- تحقیقات الفریقین فی حدیث الثقلین
- تجلیات صداقت فی جواب آفتاب هدایت
- تنزیهه الامامیه فی جواب مذهب شیعه
- تنزیهه الامامیه فی جواب مذهب شیعه و تحفۂ حسینیه
- ختم نبوت بر ختمی مرتبت صلوات الله علیه و آله
- آداب المفید و المستفید (ترجمۂ منیۃ المرید در زبان اردو)
- اصلاح المجالس و المحافل
- اصلاح الرسوم الظاهره بکلام العترت الطاهره
- اقامة البرهان علی بطلان التصوف و العرفان